# ジョン・ミーンズ (野球)
ジョン・アラン・ミーンズ（John Alan Means, 1994年4月24日 - ）は、アメリカ合衆国カンザス州オレイサ出身のプロ野球選手（投手）。左投左打。MLBのクリーブランド・ガーディアンズ所属。

## 経歴

### プロ入り前
ガードナー・エドガートン高等学校在学時の2011年、MLBドラフト46巡目（全体1406位）でアトランタ・ブレーブスから指名されたが、この時は契約せずにフォートスコット・コミュニティ・カレッジへ進学した。また、高校時代のチームメイトにバッバ・スターリングがいる。

### プロ入りとオリオールズ時代
ウェストバージニア大学在学時の2014年、MLBドラフト11巡目（全体331位）でボルチモア・オリオールズから指名され、プロ入り。契約後、傘下のルーキー級ガルフ・コーストリーグ・オリオールズでプロデビュー。A-級アバディーン・アイアンバーズでもプレーし、2球団合計で11試合（先発10試合）に登板して1勝4敗、防御率3.46、36奪三振を記録した。
2015年はA級デルマーバ・ショアバーズとA+級フレデリック・キーズでプレーし、2球団合計で27試合に先発登板して9勝11敗、防御率3.91、99奪三振を記録した。
2016年はA+級フレデリックとAA級ボウイ・ベイソックスでプレーし、2球団合計で27試合に先発登板して9勝8敗、防御率3.70、105奪三振を記録した。
2017年はAA級ボウイでプレーし、26試合（先発24試合）に登板して9勝9敗、防御率4.11、124奪三振を記録した。
2018年、マイナーではAA級ボウイとAAA級ノーフォーク・タイズでプレーし、2球団合計で28試合（先発26試合）に登板して7勝9敗、防御率3.72、130奪三振を記録した。9月24日にメジャー契約を結んでアクティブ・ロースター入りし、26日のボストン・レッドソックス戦でメジャーデビュー。この年メジャーでは前述の1試合に登板のみだった。
2020年は10試合に先発登板して2勝4敗、防御率4.53、42奪三振を記録した。
2021年は自身初めて開幕投手を務めた。5月5日のシアトル・マリナーズ戦で球団史上10回目、1人での達成は1969年のジム・パーマー以来となるノーヒットノーランを達成した。5月10日に自身初めて週間MVPを受賞した。この年は26試合に先発登板して6勝9敗、防御率3.62、134奪三振を記録した。
2022年も開幕投手を務めた。2試合に先発登板後の4月23日、トミー・ジョン手術を受けるため、残りシーズンは全休することとなった。
2023年はシーズンのほとんどをマイナーで過ごしたが、シーズン最終盤の9月12日にメジャー復帰。そこから4試合に登板した。テキサス・レンジャーズとのディビジョンシリーズのロースターには選ばれなかった。
2024年はマイナーで開幕を迎え、3月31日にリハビリの為にAAA級ノーフォークに配属された。5月4日にメジャー復帰を果たして同月22日までに4試合に登板したが、翌5月23日に左前腕を痛めて、15日間の負傷者リストに入った。その後、翌6月13日に2度目のトミー・ジョン手術を受けたため、残りのシーズンは全休した。オフの10月31日にFAとなった。

### ガーディアンズ時代
2025年2月19日にクリーブランド・ガーディアンズと、1年総額100万ドルプラス出来高で契約を結んだ。2026年の契約は球団オプションとなる。

## 人物
2020年に父を亡くしている。ノーヒットノーランを達成した時には「今日は父があそこにいて、どんな球を投げればいいか教えてくれた」と語っている。

## 選手としての特徴
最速96.5mph（約155.3km/h）、平均91.8mph（約147.7km/h）のフォーシームにチェンジアップ、スライダーといった変化球を交える。

## 詳細情報

### 年度別投手成績
| 年 度    | 球 団    | 登 板 | 先 発 | 完 投 | 完 封 | 無 四 球 | 勝 利 | 敗 戦 | セ 丨 ブ | ホ 丨 ル ド | 勝 率 | 打 者 | 投 球 回 | 被 安 打 | 被 本 塁 打 | 与 四 球 | 敬 遠 | 与 死 球 | 奪 三 振 | 暴 投 | ボ 丨 ク | 失 点 | 自 責 点 | 防 御 率 | W H I P |
| -------- | -------- | ----- | ----- | ----- | ----- | -------- | ----- | ----- | -------- | ----------- | ----- | ----- | -------- | -------- | ----------- | -------- | ----- | -------- | -------- | ----- | -------- | ----- | -------- | -------- | ------- |
| 2018     | BAL      | 1     | 0     | 0     | 0     | 0        | 0     | 0     | 0        | 0           | ----  | 16    | 3.1      | 6        | 1           | 0        | 0     | 0        | 4        | 0     | 0        | 5     | 5        | 13.50    | 1.80    |
| 2019     | BAL      | 31    | 27    | 0     | 0     | 0        | 12    | 11    | 0        | 0           | .522  | 637   | 155.0    | 138      | 23          | 38       | 0     | 5        | 121      | 5     | 0        | 68    | 62       | 3.60     | 1.14    |
| 2020     | BAL      | 10    | 10    | 0     | 0     | 0        | 2     | 4     | 0        | 0           | .333  | 176   | 43.2     | 36       | 12          | 7        | 0     | 4        | 42       | 2     | 0        | 22    | 22       | 4.53     | 0.98    |
| 2021     | BAL      | 26    | 26    | 1     | 1     | 1        | 6     | 9     | 0        | 0           | .400  | 590   | 146.2    | 125      | 30          | 26       | 0     | 4        | 134      | 3     | 0        | 64    | 59       | 3.62     | 1.03    |
| 2022     | BAL      | 2     | 2     | 0     | 0     | 0        | 0     | 0     | 0        | 0           | ----  | 34    | 8.0      | 8        | 0           | 2        | 0     | 0        | 7        | 0     | 0        | 3     | 3        | 3.38     | 1.25    |
| 2023     | BAL      | 4     | 4     | 0     | 0     | 0        | 1     | 2     | 0        | 0           | .333  | 88    | 23.2     | 13       | 4           | 4        | 0     | 1        | 10       | 0     | 0        | 7     | 7        | 2.66     | 0.72    |
| 2024     | BAL      | 4     | 4     | 0     | 0     | 0        | 2     | 0     | 0        | 0           | 1.000 | 80    | 20.2     | 16       | 2           | 2        | 0     | 1        | 16       | 0     | 0        | 6     | 6        | 2.61     | 0.87    |
| MLB：7年 | MLB：7年 | 78    | 73    | 1     | 1     | 1        | 23    | 26    | 0        | 0           | .469  | 1621  | 401.0    | 342      | 72          | 79       | 0     | 15       | 334      | 10    | 0        | 175   | 164      | 3.68     | 1.05    |

- 2024年度シーズン終了時

### 年度別守備成績
| 年 度 | 球 団 | 投手（P） | 投手（P） | 投手（P） | 投手（P） | 投手（P） | 投手（P） |
| 年 度 | 球 団 | 試 合     | 刺 殺     | 補 殺     | 失 策     | 併 殺     | 守 備 率  |
| ----- | ----- | --------- | --------- | --------- | --------- | --------- | --------- |
| 2018  | BAL   | 1         | 0         | 0         | 0         | 0         | ----      |
| 2019  | BAL   | 31        | 5         | 10        | 0         | 0         | 1.000     |
| 2020  | BAL   | 10        | 0         | 6         | 0         | 0         | 1.000     |
| 2021  | BAL   | 26        | 3         | 10        | 1         | 0         | .929      |
| 2022  | BAL   | 2         | 0         | 0         | 0         | 0         | ----      |
| 2023  | BAL   | 4         | 0         | 1         | 0         | 0         | 1.000     |
| 2024  | BAL   | 4         | 0         | 1         | 0         | 0         | 1.000     |
| MLB   | MLB   | 78        | 8         | 28        | 1         | 0         | .973      |

- 2024年度シーズン終了時

### 表彰
- 週間MVP（英語版）：1回（2021年5月10日）

### 記録
- MLBオールスターゲーム選出：1回（2019年）
- Topps ルーキーオールスターチーム（英語版）：2019年（左投手部門）
- ノーヒットノーラン：1回（2021年5月5日、対シアトル・マリナーズ戦）

### 背番号
- 67（2018年 - 2019年）
- 47（2020年 - ）